# إسرار أحمد
إسرار أحمد (بالأردية: ڈاکٹر اسرار احمد) هو عالم عقيدة إسلامية باكستاني، وفيلسوف وعالم إسلامي، تابعيه بشكل خاص في جنوب آسيا وكذلك مسلمو جنوب آسيا في الشرق الأوسط وأوروبا الغربية وأمريكا الشمالية. وهو مؤسس تنظيم إسلامي، وهو فرع للجماعة الإسلامية. كتب إسرار ونشر 60 كتابًا عن جوانب مختلفة من الإسلام والدين، وتمت ترجمة تسعة منها إلى اللغة الإنجليزية.